# Liselotte J. Andersson
Liselotte Gunnela Andersson, känd som Liselotte J. Andersson, ogift Johansson, född 2 juni 1954 i Marstrands församling i dåvarande Göteborgs och Bohus län, är en svensk evangelist och författare.
Hon är sedan 1980-talet resande förkunnare; hon är evangelist i kyrkosamfundet Equmeniakyrkan (tidigare Svenska Missionskyrkan) och är även engagerad i retreatarbete och själavård. Hennes krönikor har publicerats i olika kristna tidningar, däribland Dagen.
Hon var väletablerad under namnet Liselotte Johansson när hon gifte sig i början av 2000-talet med Sören Andersson (född 1954), men började då kalla sig Liselotte J. Andersson.